# Национальный парк Фатимы Джинны
Национальный парк Фатимы Джинны (также известный как Парк F-9) — городской парк, расположенный в секторе F-9 в городе Исламабад, столице Пакистана. Парк является одним из крупнейших по территории в Пакистане. Он был назван в честь Фатимы Джинны, младшей сестры Мухаммада Али Джинны, основателя Пакистана. Дизайнеру Микаэлю Джаперо понадобилось 5 лет для работы над обустройством парка.

## Современное состояние
Обширная площадь парка по большей части покрыта зеленью с несколькими искусственными конструкциями, формирующими ландшафт. Преимущественно территория парка фактически представляет собой заповедник, за исключением нескольких участков, примыкающих к спальным районам. Территория парка ограждена стальным забором, через примерно равные промежутки которого установлены входные ворота в парк, из них немногие регулярно используются и бывают открытыми. В парке имеется сеть пешеходных дорожек с аккуратными высаженными деревьями возле них и скульптурными композициями. Существуют дальнейшие планы по обустройству парка, вызывающие у части местного населения беспокойство в связи с возможностью утраты уголка нетронутой человеком природы.

## Общественное пользование
Территория парка используется местными жителями как место для прогулок и занятия спортом на свежем воздухе. Иногда обширная территория парка используется для обучения вождению, этому способствует малая посещаемость парка.
В парке расположен спортивный комплекс «Megazone» со стандартным в размерах бассейном, залами и площадками для различных спортивных игр. Кроме того, в его состав входит ряд магазинов и пунктов общественного питания.
Верховный суд Пакистана распорядился закрыть рестораны быстрого питания McDonald’s и несколько клубов, к примеру «Клуб авиамоделирования», находящиеся на территории парка. Однако к марту 2011 года рестораны «McDonalds» были заново открыты.

## Будущие планы
Столичный департамент развития (CDA), в чьём ведении находится парк, обладает амбициозными планами по обустройству территории парка, которую часто называют «спящим сердцем» Исламабада. Планируется создание озёр, каменистых садов, аквариумов и фонтанов.

## Галерея
- widths="200px"
- Прогулочная дорожка в парке. На заднем плане холмы Маргалла.
- Парк ранним утром зимой.
- Камень об основании парка